# Méthode EPIQR
EPIQR (Energy Performance, Indoor environmental Quality and Retrofit) est un projet européen de méthode de diagnostic d'un bâtiment.
Il est réalisé dans le cadre du programme européen JOULE et avec le soutien de l'Office fédéral suisse de l'éducation et de la science sur la base de la méthode MERIP et a permis de mettre au point un logiciel dont les fonctions sont multiples :
- Évaluer l'état de dégradation du bâtiment à partir d'un diagnostic complet et rapide qui constitue le point de départ de toute opération de réhabilitation.
- Établir des propositions de travaux qui prennent en compte non seulement la remise en état du bâtiment mais aussi l'amélioration de ses performances énergétiques ainsi que l’amélioration de la qualité intérieure des logements.
- Estimer les coûts correspondant à ces travaux.
- Estimer l'évolution probable de la dégradation des composants si aucun des travaux n'était réalisé ainsi que l'évolution du coût de la remise en état qui en résulterait.

EPIQR constitue donc un outil de planification technico-financière de la rénovation des bâtiments d'habitation et permet au maître d'ouvrage de se déterminer sur les options à prendre entre divers scénarios d'interventions possibles.
En 2009, l'EPFL en collaboration avec les sociétés ESTIA SA et EPIQR Rénovation développent EPIQR+. Cette dernière version permettant d'expertiser tous les types d'ouvrages (contrairement à EPIQR qui ne s'adresse qu'aux bâtiments type logements). En 2010, David Brebel et la société CONSULTIMM AUDIT en collaboration avec l'EPFL, création de la version EPIQR+ FRANCE.

## Partenaires
- École polytechnique fédérale de Lausanne (EPFL), Suisse
- Building Research Establishment (BRE), Royaume-Uni (coordinateur du projet)
- Centre Scientifique et Technique du Bâtiment (CSTB), France
- Danish Building Research Institut (SBI), Danemark.
- Indoor Environment (TNO Bouw), Pays-Bas
- Institut für Bauphysik (IBP), Allemagne
- National Observatory of Athens (NOA), Grèce
- David Brebel Consultimm audit, France
- Estia SA, Suisse
- EPIQR Rénovation Sàrl, Suisse

## Autres méthodes de diagnostics
- Méthode MERIP
- Méthode MER habitat